# باشگاه والیبال پرسپولیس
باشگاه والیبال پرسپولیس یکی از تیم‌های باشگاه فرهنگی ورزشی پرسپولیس و یکی از قدیمی‌ترین تیم‌های والیبال ایران می‌باشد. این تیم به داشتن مشکلات مدیریتی و مالی در سال ۱۳۸۹ منحل شد. تیم والیبال زنان این باشگاه نیز در لیگ والیبال زنان ایران شرکت کرده است.

## افتخارات

### تیم مردان
تیم مردان این باشگاه موفق شد یک بار در سال‌های ۱۳۵۵ قهرمان جام ستاره و یک بار در سال ۱۳۷۴ نایب‌قهرمان لیگ دسته یک ایران شود و در سال ۱۳۶۶ مقام سوم تورنمنت دهه فجر را به دست آورد.
جام ستاره‌
- ۱۳۵۵: قهرمان

یادواره شهدا
- ۱۳۶۷: قهرمان

### تیم زنان
تیم زنان این باشگاه در اولین دوره جام شهبانو در سال ۱۳۵۴ حاضر بود.
لیگ والیبال زنان ایران
- ۱۳۸۹: قهرمانی[۱][۳][۴]

## بازیکنان خارجی
تنها بازیکن خارجی در طول تاریخ باشگاه
- سانجی کومار

## سازنده البسه
| لیگ       | سازنده البسه     | اسپانسر پیراهن            |
| --------- | ---------------- | ------------------------- |
| ۱۳۸۲–۱۳۸۹ | ناسیونال - IDEAL | BOMBA energy - ماری بروان |